# Mosquée de Vigneux-sur-Seine
La mosquée de Vigneux-sur-Seine est un édifice religieux musulman situé à Vigneux-sur-Seine, en France.

## Histoire
En janvier 2016, à l'occasion d'une initiative nationale, la mosquée ouvre ses portes aux non-musulmans en proposant une visite de celle-ci ainsi qu'un dialogue autour de la République, de la laïcité et du voile.
En septembre de la même année, certaines mosquées de l'Essonne déclarent Nicolas Dupont-Aignan comme « persona non grata » à cause de ses propos sur le burkini.